# Ghost Nation
Ghost Nation è un album del gruppo musicale australiano Hunters & Collectors, pubblicato il 27 novembre 1989.

## Descrizione
L'album, pubblicato dalla White Label/Mushroom Capitol in Australia e dalla Atlantic negli altri paesi su LP, musicassetta e CD, è prodotto da Clive Martin e lo stesso gruppo, che compone le musiche di tutti i brani, mentre i testi sono opera del solo Mark Seymour. Fa eccezione il brano Crime of Passion, firmato da Eric Gradman ed Elizabeth Reed.
Dal disco vengono tratti i singoli When the River Runs Dry, Turn a Blind Eye (altro titolo di Blind Eye), The Way You Live e Love All Over Again.

## Tracce

### Lato A
1. When the River Runs Dry
2. Blind Eye
3. Love All Over Again
4. Crime of Passion
5. You Stole My Thunder

### Lato B
1. Ghost Nation
2. The Way You Live
3. Gut Feeling
4. Lazy Summer Day
5. Running Water